# Transport aérien en Indonésie
Pays constitué de plus de 13 000 îles s’étendant sur quelque 5 000 km d’ouest en est, peuplé de plus de 250 millions d’habitants, l'Indonésie a un besoin vital du transport aérien. Son marché intérieur est le 5e mondial, derrière les États-Unis, la Chine, le Japon et le Brésil, et un de ceux à la croissance la plus rapide.

## Histoire

### L'époque coloniale

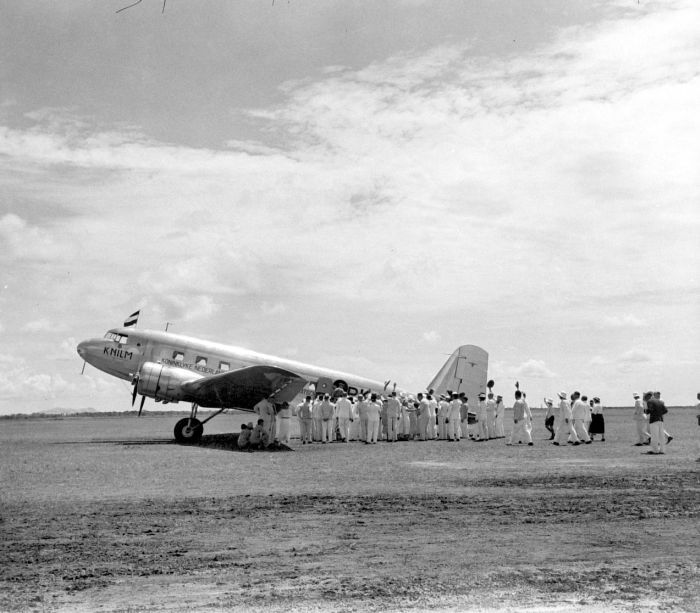
Douglas DC-3 de la KNILM sur l'aérodrome de Banjarmasin (1936)

En 1928, des hommes d'affaires des Indes néerlandaises fondent à Amsterdam la Koninklijke Nederlandsch-Indische Luchtvaart Maatschappij ("compagnie aérienne royale des Indes néerlandaises") ou KNILM (qui n'était pas une filiale de la compagnie nationale KLM). Ses premières liaisons régulières sont Batavia (aujourd'hui Jakarta) - Bandung (Java occidental) et Batavia - Semarang (Java central), avec comme base l'aérodrome de Cililitan (aujourd'hui l'aéroport de Jakarta Halim Perdanakusuma). Le réseau de la KNILM s'étend progressivement à d'autres îles, incluant Palembang et Medan à Sumatra, Balikpapan et Tarakan à Kalimantan, Denpasar à Bali et Ambon dans les Moluques. En 1930, la KNILM inaugure sa première liaison internationale avec Singapour. En 1938, elle ouvre une ligne vers Sydney, avec escale à Darwin, Cloncurry et Charleville. KNILM ne desservait pas les Pays-Bas, la liaison hebdomadaire Amsterdam-Batavia étant assurée par la KLM.
| Liaison                                         | Fréquence                            |
| ----------------------------------------------- | ------------------------------------ |
| Batavia-Bandung                                 | 2 vols quotidiens, 3 en saison sèche |
| Batavia-Semarang-Surabaya                       | 1 vol quotidien                      |
| Batavia-Palembang-Singapore                     | 1 vol hebdomadaire                   |
| Batavia-Palembang-Pakanbaru-Medan               | 1 vol hebdomadaire                   |
| Batavia-Surabaya-Banjarmasin-Balikpapan-Tarakan | 1 vol hebdomadaire                   |
| Surabaya-Denpasar                               | 1 vol hebdomadaire                   |

## Les compagnies aériennes

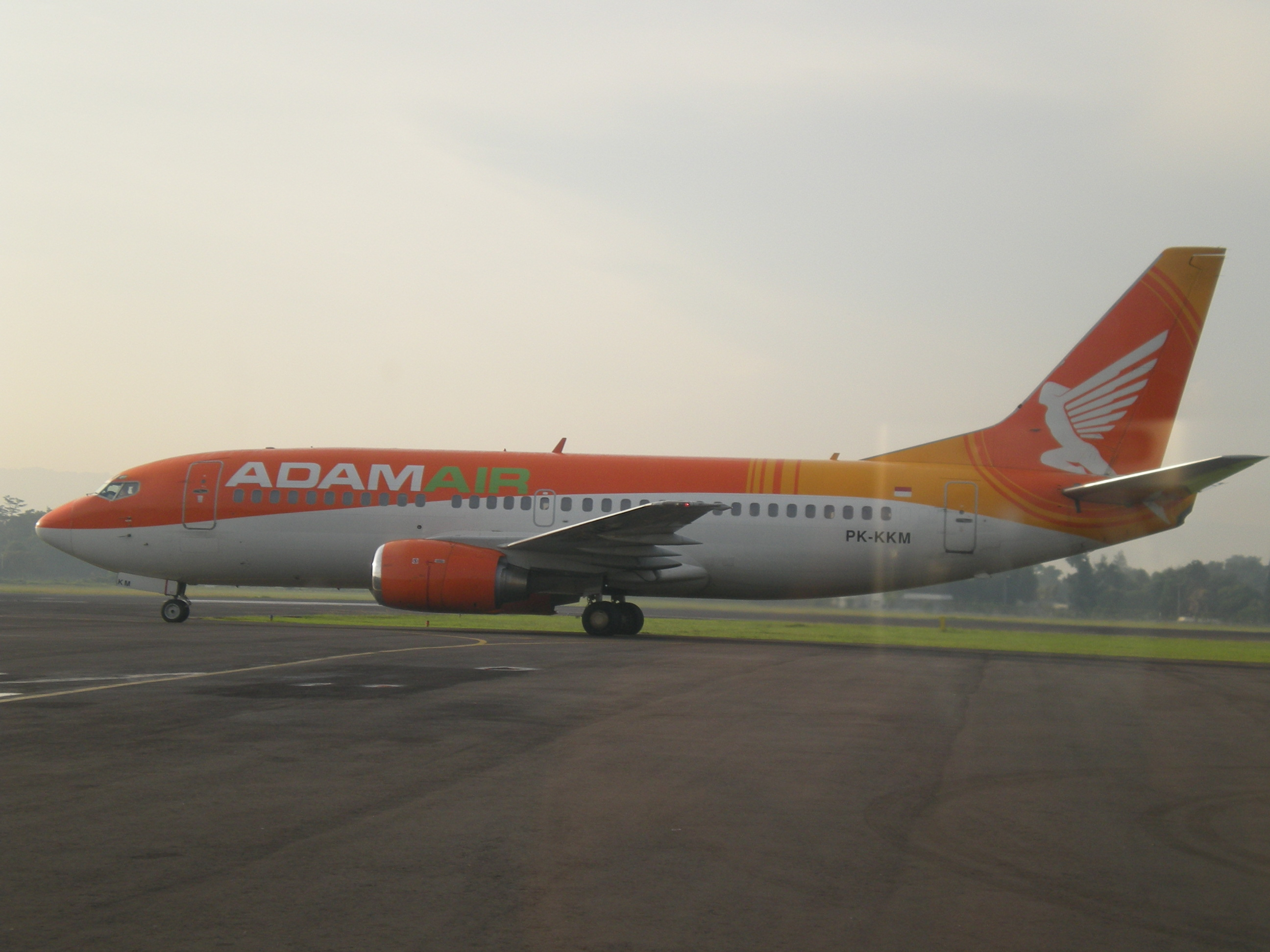
Boeing 737 d'Adam Air

En Indonésie, il existe 22 compagnies aériennes régulières commerciales avec des vols transportant plus de 30 passagers (AOC 121) et 32 compagnies qui n'effectuent que des vols de moins de 30 passagers (AOC 135).
Les principales compagnies sont :

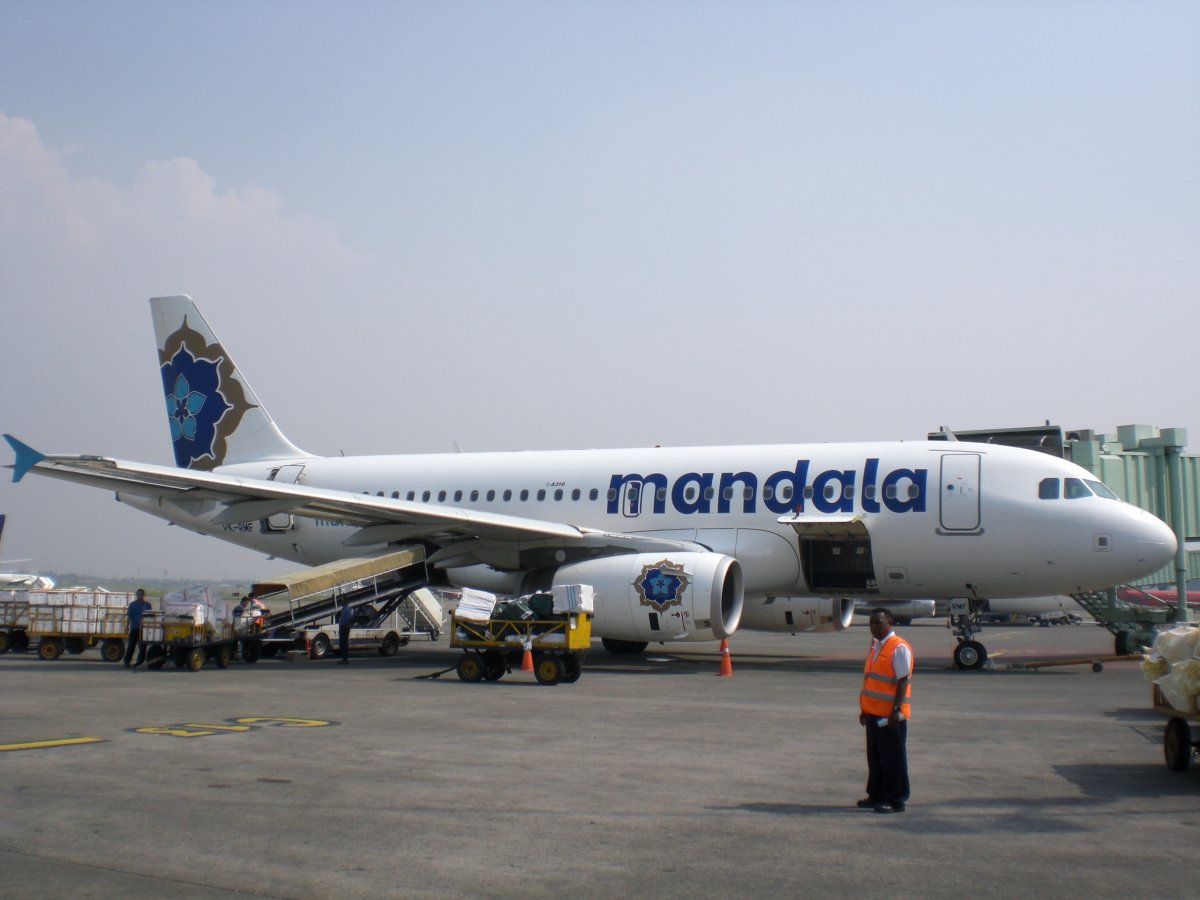
Airbus A319-100 de Mandala sur l'aéroport international de Jakarta Soekarno-Hatta

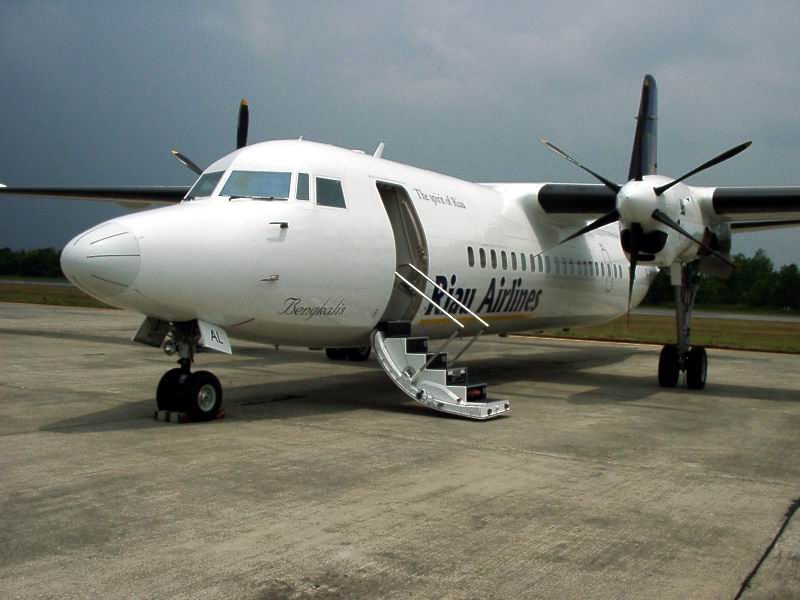
Fokker 50 de Riau Airlines

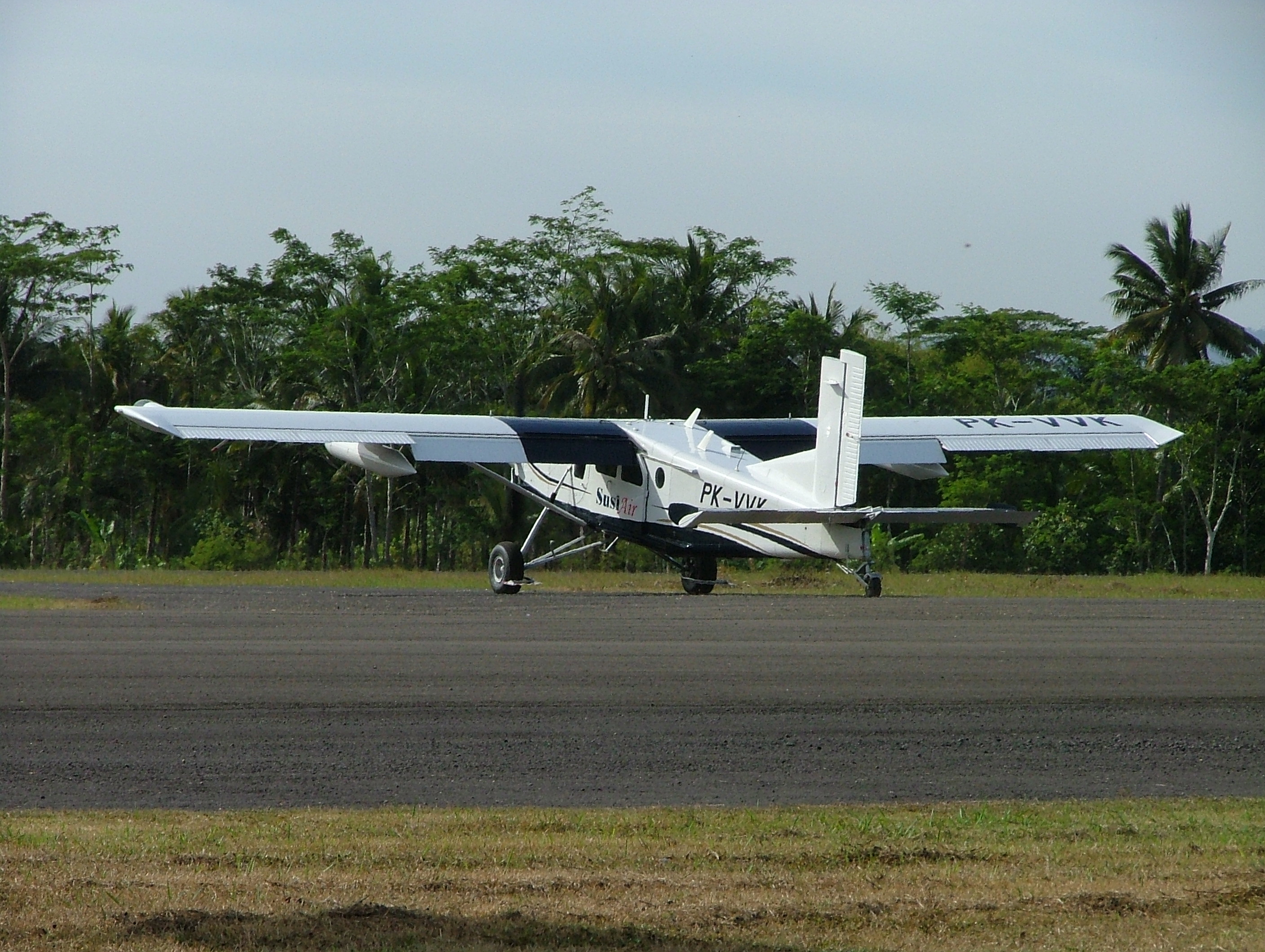
Pilatus PC-6 de Susi Air sur l'aérodrome Nusawiru à Pangandaran

- Garuda Indonesia, la compagnie nationale porte-drapeau
- Batik Air
- Lion Air
- Citilink
- Sriwijaya Air
- Wings Air
- Nam Air
- Indonesia AirAsia
- Trigana Air

Garuda Indonesia porte le nom d'un oiseau fabuleux de la mythologie hindoue. Garuda est la monture (vahana) du dieu Vishnu quand celui-ci descend sur terre.
Plusieurs compagnies de l'époque Soeharto ont disparu, dont notamment la compagnie privée Bouraq (créée en 1970) et Sempati (qui appartenait à Tommy, un des fils de Soeharto). Inversement, depuis la démission de Soeharto en 1998, plusieurs compagnies privées à bas prix ont été créées.
Nombre de ces compagnies ont, en plus des dessertes intérieures, des destinations à l'étranger, essentiellement en Asie mais aussi en Australie. La plupart sont équipées de Boeing 737-200 déjà anciens, provenant d'un lot de vieux appareils achetés dans les années 1990 par le ministre de l'Industrie et de la Technologie, B. J. Habibie, à la compagnie allemande Lufthansa.
Toutefois, les compagnies indonésiennes commencent à se rééquiper. Garuda a confirmé l'achat de 25 Boeing 737-800. La compagnie va également acquérir dix Boeing 787 livrables dès 2011. Les Boeing 787 desserviront des destinations européennes, marquant un retour de la compagnie en Europe, dont elle a cessé la desserte en 2002. Garuda possède actuellement 51 Boeing et 6 Airbus.
En mai 2006, Lion Air, une compagnie à bas prix, a signé un contrat de 3,9 milliards de US$ pour l'achat de 60 Boeing 737-800 et  Boeing 737-900, dont le premier a été livré en 2007.
Ces deux contrats sont parmi les plus importantes transactions en Indonésie depuis la crise financière asiatique de 1997-1998.
En juin 2006, la compagnie gouvernementale Merpati a commandé 15 biturbopropulseurs Xian MA60 de 60 places, le plus gros contrat obtenu à ce jour par le constructeur chinois, livrables à partir de fin 2006.
Adam Air, qui était la 3e compagnie en part de marché, a été interdite de vol par le gouvernement indonésien en mars 2008.
Aux côtés des compagnies nationales, sont apparues des compagnies avec des visions plus locales. Par exemple, le gouvernement de la province de Riau dans l'île de Sumatra a créé Riau Airlines, avec comme base Pekanbaru, la capitale provinciale. Des hommes d'affaires de la province indonésienne des petites îles de la Sonde orientales ont créé le consortium TransNusa, qui coordonne la desserte de la province par Riau Airlines et Trigana Air. La compagnie Susi Air, avec ses Cessna Grand Caravan's et Piaggio P180 Avanti II, dessert de petits aéroports où ne pourraient pas atterrir des appareils comme le Boeing 737.

## Les aéroports

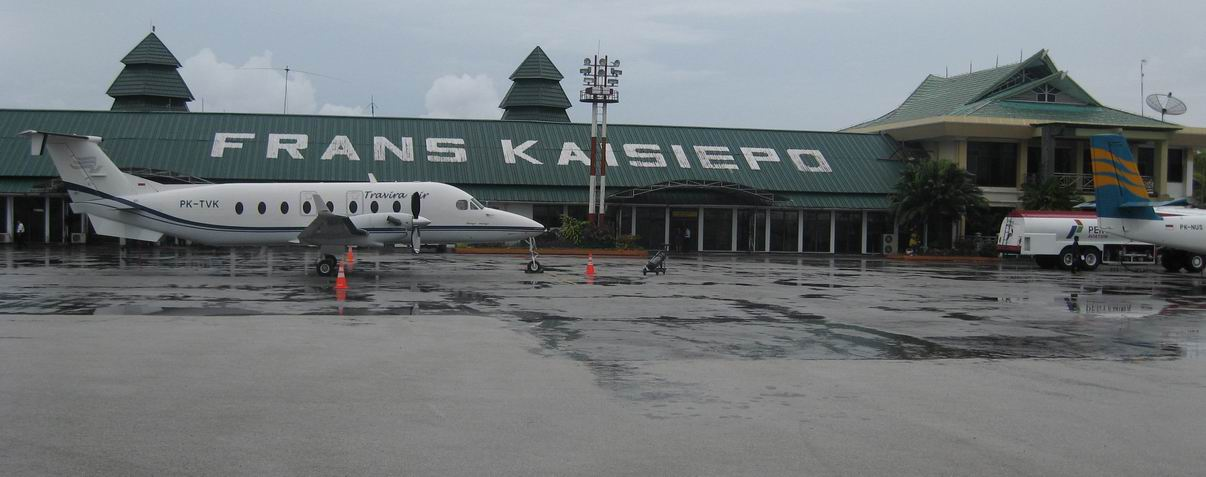
L'aéroport de Biak Frans Kaisiepo

L'Indonésie est relativement bien équipée en aéroports. Outre la capitale Jakarta, les villes suivantes ont un aéroport de classe internationale :
- Balikpapan (Kalimantan oriental)
- Bandung (Java occidental)
- Batam (îles Riau)
- Biak (Papua)
- Denpasar (Bali)
- Makassar (Sulawesi du Sud)
- Manado (Sulawesi du Nord)
- Medan (Sumatra du Nord)
- Padang (Sumatra occidental)
- Semarang (Java central)
- Surabaya (Java oriental)
- Surakarta (Java central)
- Yogyakarta (Territoire spécial de Yogyakarta)

## Le trafic intérieur
Répartition du trafic aérien indonésien en 2015
- Lion Air (41,6 %)
- Garuda (23,5 %)
- Sriwijaya Air (10,4 %)
- Citilink (8,9 %)
- Wings Air (4,7 %)
- Indonesia AirAsia (4,4 %)
- autre (6,5 %)

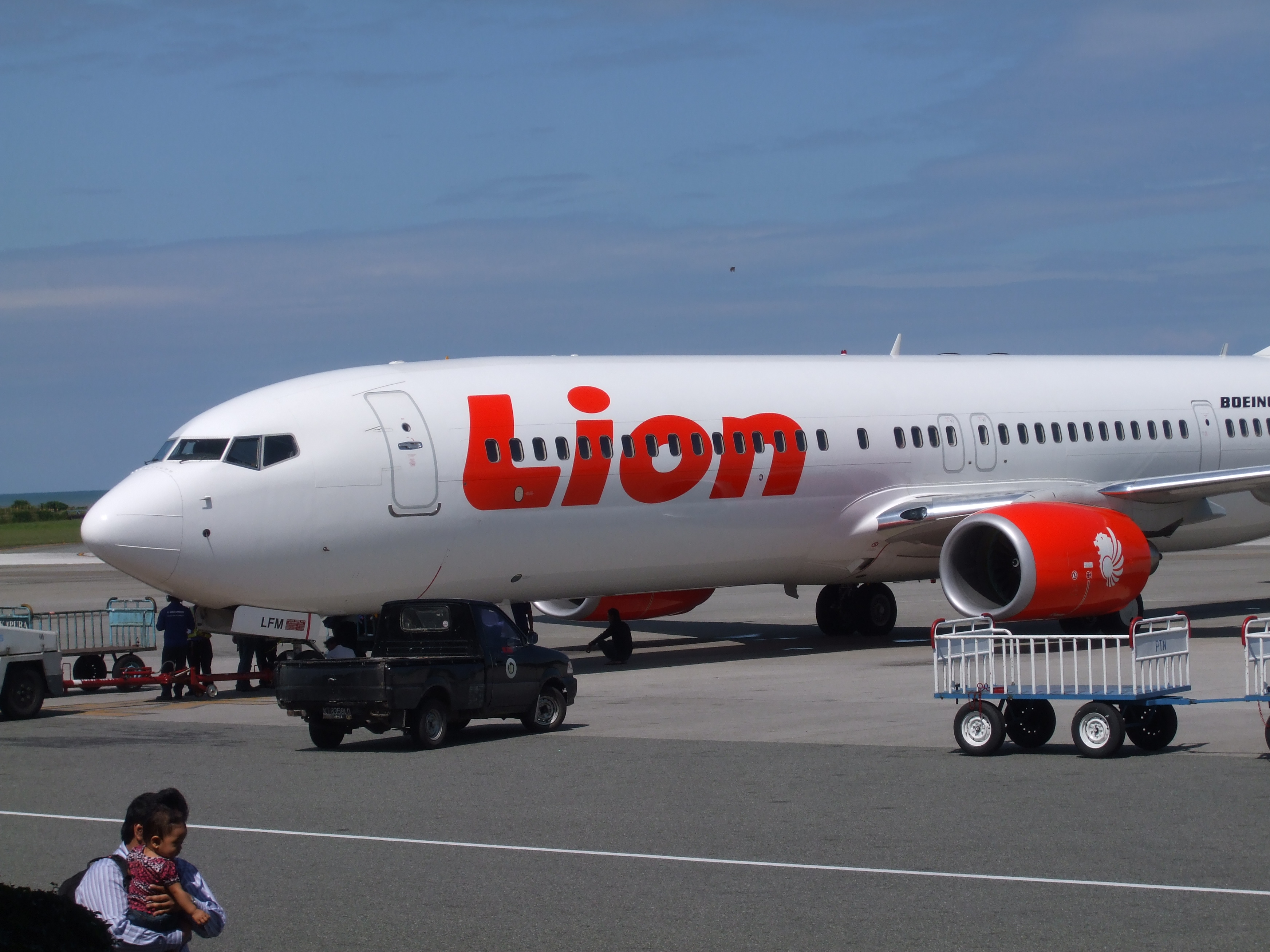
Un Boeing 737-900 de Lion Air sur l'aéroport Sultan Aji Muhamad Sulaiman

Le ralentissement de la croissance de l'économie indonésienne (5,1 % pour le 2e trimestre de 2014 en rythme annuel, alors qu'elle était supérieure à 6 % ces dernières années) se traduit par un ralentissement de la croissance du trafic aérien. 36,8 millions de passagers ont été transportés durant les six premiers mois de 2014, soit une croissance de seulement 2,3 % par rapporta à la période correspondante de 2013.
Avec 41,6 % de part de marché, la compagnie à bas coût Lion Air recule en faveur de la compagnie nationale Garuda Indonesia, dont la part a été de 23,5 %. Sriwijaya Air occupe la 3e place avec 10,4 %, suivie de Citilink (la filiale à bas coût de Garuda) avec 8,9 %, Wings Air (filiale de Lion Air) avec 4,7 % et Indonesia AirAsia avec 4,4 %.
En 2006, 10 compagnies représentaient 97 % du trafic aérien intérieur de l'Indonésie (en milliers de passagers) :
| Compagnie         | 2004   | 2005   | 2006   |
| ----------------- | ------ | ------ | ------ |
| Garuda Indonesia  | 6 297  | 6 939  | 6 956  |
| Lion Air          | 4 928  | 5 448  | 6 638  |
| Adam Air (*)      | 485    | 2 325  | 4 874  |
| Sriwijaya Air     | 690    | 2 346  | 3 140  |
| Wings Air         | 118    | 1 785  | 2 022  |
| Merpati           | 2 511  | 1 843  | 1 701  |
| Mandala           | 2 187  | 2 373  | 1 679  |
| Indonesia AirAsia | 10     | 701    | 1 506  |
| Batavia Air       | 1 511  | 1 975  | 971    |
| Trigana Air       | 0      | 481    | 628    |
| Sous-total        | 18 738 | 26 217 | 33 115 |
| Autres            |        |        |        |
| Total             | 23 764 | 28 814 | 34 016 |

(*) Interdite de vol depuis mars 2008 par le gouvernement indonésien
Source : Direction générale de l'Aviation civile indonésienne
En 1996, à la veille de la crise financière de 1997, le trafic aérien intérieur représentait 13,5 millions de passagers sur un total de 21,5 millions. La crise provoque un effondrement de ce trafic, qui n’est plus que de 6,3 millions en 1999, correspondant à une diminution annuelle moyenne de près de 22 %. Durant cette période, le trafic international se maintient, baissant légèrement de 8 millions en 1996 à 7,9 millions en 1999.
L’année 1999, qui est celle des premières élections réellement démocratiques depuis 1955, correspond à un point bas du trafic aérien en Indonésie. À partir de ce moment, il ne va cesser de croître. Le trafic total passe de 14,2 millions de passagers cette année-là, à 48 millions en 2006, soit une croissance annuelle moyenne de plus de 17 %. Durant cette période, le trafic international augmente de 8,5 % par an en moyenne. La croissance est donc due à une explosion du trafic intérieur, qui passe de 6,3 millions à plus de 34 millions en 2006, soit une augmentation de près de 27 % par an en moyenne.
Le principal facteur de cet essor du trafic aérien intérieur est l’apparition de compagnie à bas coût. Les compagnies traditionnelles ne semblent guère profiter de cette renaissance. Garuda Indonesia, la compagnie nationale porte-drapeau, voit ainsi son trafic augmenter péniblement de 6,3 millions en 2004, à 7 millions en 2006. Pire, Merpati, l’autre compagnie nationale, voit son trafic décroître de 2,5 millions à 1,7 million. Mandala, une compagnie fondée en 1967 par une fondation de l’armée de terre indonésienne, voit également son trafic décroître de 2,2 millions à 1,5 million durant cette période.
En revanche, les nouvelles compagnies, toutes privées, connaissent une véritable explosion. Lion Air, 2e compagnie indonésienne, fondée en 2000, talonne Garuda, avec un trafic qui augmente de 35 % en 2 ans. Adam Air, créée en 2003, voit son trafic décupler, passant de 485 000 passagers en 2004 à 4,9 millions en 2006. Indonesia AirAsia, qui n’avait transporté que 10 000 personnes en 2004, dépasse 1,5 million de passagers en 2006.
Mais ce phénomène a son côté obscur. Une série d’accidents va révéler de graves faiblesses en matière de sécurité aérienne en Indonésie. Mandala est frappée de deux accidents, en 2005 puis en 2006. Adam Air connaît elle aussi deux accidents, début 2007. Même la compagnie nationale Garuda, réputée plus sérieuse que ses concurrentes privées, subit un accident en mars 2007. En juin 2007, l’Union européenne décide d’interdire son espace aérien à toutes les compagnies indonésiennes, y compris le porte-drapeau Garuda. Bien qu’aucune compagnie indonésienne ne desserve l’Europe depuis l’interruption en 2004 des vols européens de Garuda, cette mesure sert d’avertissement au public et aux professionnels du voyage sur les risques que présente le transport aérien en Indonésie.
Garuda et Mandala se sont soumises au programme d’audit IOSA de l’Association du transport aérien international (IATA dans son sigle anglais).

## Trafic international

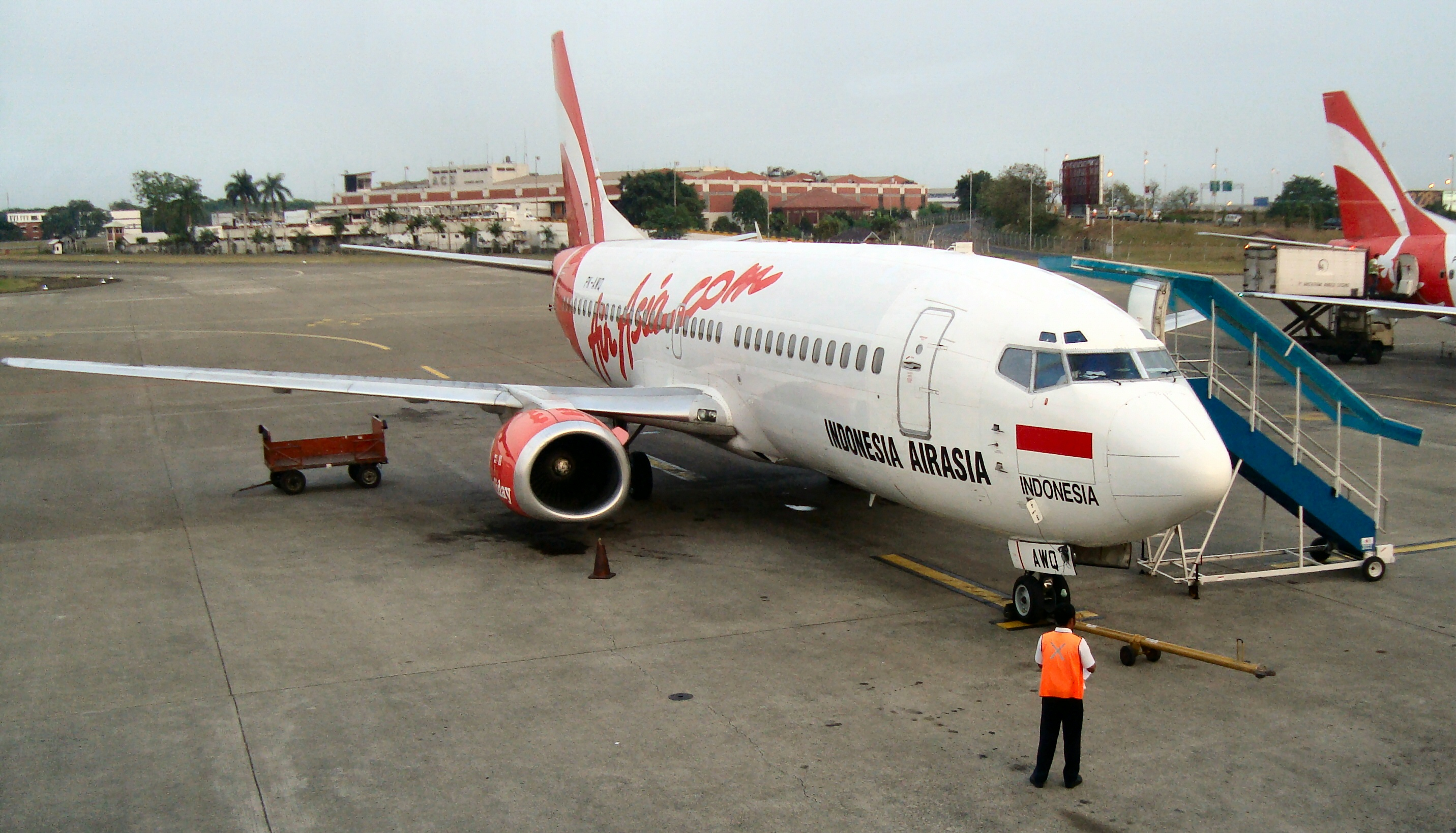
Boeing 737-300 d'Indonesia AirAsia

Compagnie porte-drapeau, Garuda dessert 14 pays à travers l'Asie, l'Australie, l'Europe et le Moyen-Orient.
Les compagnies privées étendent leur réseau à l'étranger :
- Batik Air : Singapour
- Indonesia AirAsia : Singapour, Kuala Lumpur, Bangkok-Suvarnabhumi, Penang, Johor Bahru, Perth
- Lion Air : Singapour, Kuala Lumpur

## Accidents
- 26/09/97 : un Airbus A300 de Garuda s'écrase contre une montagne au nord de Medan dans le nord de Sumatra. Les 222 passagers et 12 membres d'équipage sont tués.
- 30/11/04 : un McDonnell Douglas MD-82 de Lion Air transportant 146 passagers et 7 membres d'équipage sort de la piste à son atterrissage sur l'aéroport de Solo dans le centre de Java. 31 personnes sont tuées.
- 05/09/05 : le Boeing 737-200 du vol 091 Mandala Airlines s'écrase dans la banlieue de Medan, tuant les 102 personnes à bord et 47 personnes au sol.
- 01/01/07 : le Boeing 737-400 du vol 574 Adam Air s'écrase en mer alors qu'il volait de Surabaya dans l'est de Java à Manado dans le nord de Célèbes.
- 07/03/07 : le Boeing 737-400 du vol Garuda 200, avec 133 passagers et 7 membres d'équipage à bord, sort de la piste lors de son atterrissage sur l'aéroport international de Yogyakarta dans le centre de Java, faisant 21 morts.

## Liste noire de l'Union Européenne
Toutes les compagnies aériennes indonésiennes avaient été ajoutées à la liste des compagnies aériennes qui font l'objet d'une interdiction d'exploitation dans l'Union européenne fin juin 2007. 
Le 14/07/09, la Commission Européenne a annoncé le retrait de quatre compagnies indonésiennes de cette liste. Il s'agit de Garuda Indonesia, Airfast, Mandala Airlines et Premiair. 
Le 23 avril 2011, le Comité pour la sécurité aérienne de l'Union européenne a retiré de cette liste quatre autres compagnies aériennes, spécialisées dans le cargo. Il s'agit Cardig Air (compagnie sœur de Mandala Airlines), Republic Express, Asia Link et Air Maleo. Cette décision faisait suite aux explications données par le gouvernement, lors d'une vidéo-conférence le 11 mars 2011, selon lesquelles tous les transporteurs aériens indonésiens, sauf Wings Air (filiale à bas coût de Lion Air, avaient subi une procédure de re-certification.
Le gouvernement indonésien a ordonné aux compagnies aériennes de posséder chacune une flotte d'au moins 10 avions d'ici à 2012, sinon elles pourront être sous le joug d'une interdiction de voler. Au moins cinq avions sur 10 devront appartenir en totalité aux compagnies aériennes indonésiennes, les autres pouvant être loués. Actuellement, plus de la moitié des 50 compagnies aériennes commerciales et charters indonésiennes possèdent moins de cinq avions.
En 2018, les compagnies aériennes indonésiennes sont retirées de la liste noire en raison de " nouveaux progrès réalisés en Indonésie en matière de sécurité aérienne ".

## Source
Air et Cosmos, no. 2099, 9 novembre 2007